# 津山口駅
津山口駅（つやまぐちえき）は岡山県津山市津山口にある、西日本旅客鉄道（JR西日本）津山線の駅である。

## 歴史
岡山県北部の中心地である旧津山町の玄関口として、津山町から吉井川を挟んだ佐良山村（1941年に津山市へ編入）内に津山駅（つやまえき）として開業した。しかし1923年（大正12年）、福岡村内（1929年に津山町を中心とした町村が合併し津山市が成立）でより利便性の高い場所に現在の津山駅が開業すると、それに先立って当駅は津山口駅（つやまぐちえき）に改称され、津山町の玄関口としての機能は現在の津山駅に移っていった。1944年に中国鉄道が国有化されるまでは、当駅が中国鉄道と国有鉄道作備線（のちに姫新線支線）との境界駅であった。

### 年表

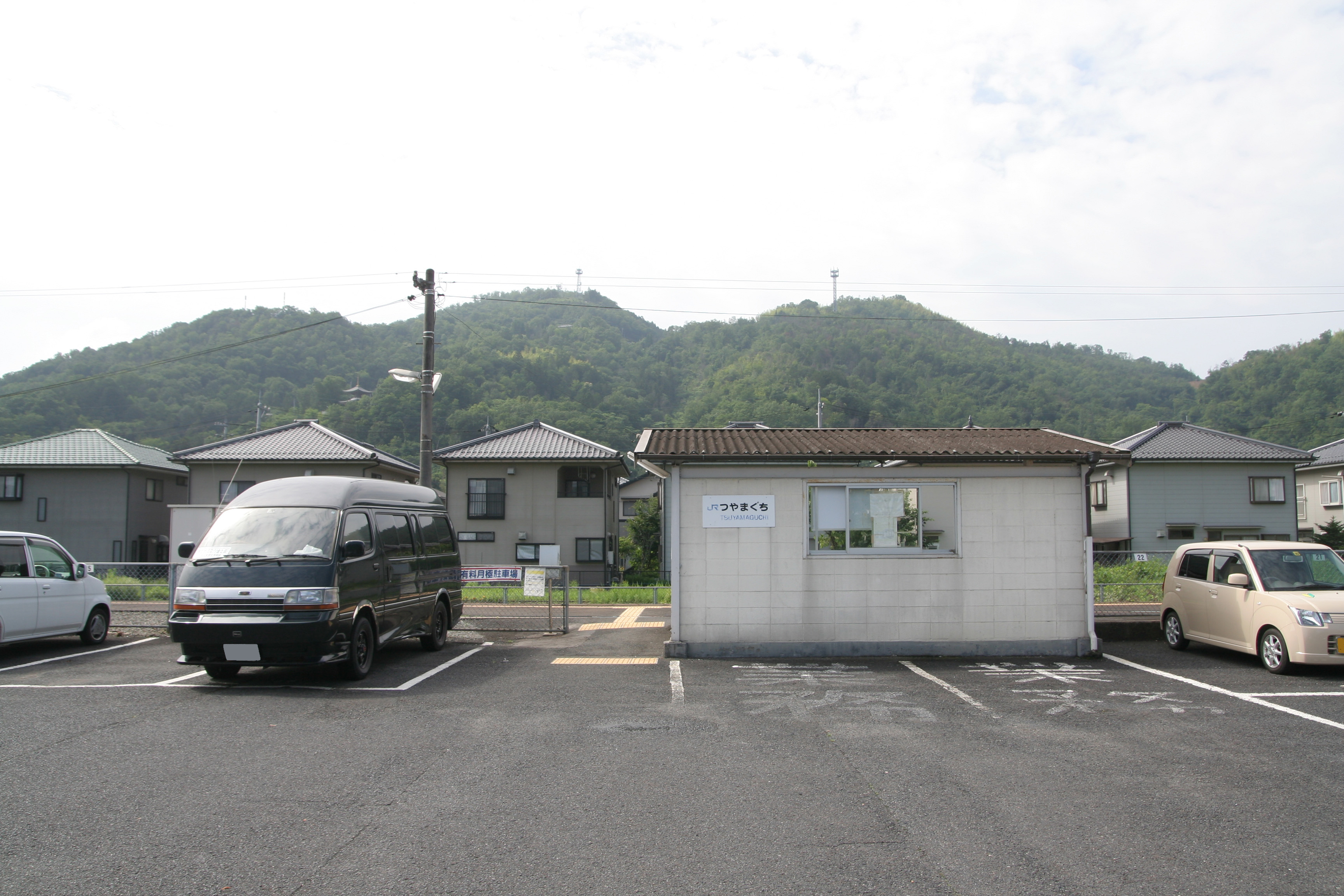
旧駅舎（2009年6月）

- 1898年（明治31年）12月21日：中国鉄道本線（現・津山線）開業時に津山駅（つやまえき）として開設[1]。当初は終着駅。
- 1923年（大正12年）
  - 8月1日：津山口駅（つやまぐちえき）に改称[1]。
  - 8月21日：国有鉄道作備線の一部として津山駅 - 当駅間開業[1]。
- 1929年（昭和4年）4月14日：線路名称改定。作備西線開業に伴い、作備線が作備東線に改称。
- 1930年（昭和5年）4月1日：線路名称改定。当駅 - 津山駅 - 新見駅間全通に伴い、作備東線が作備線に改称。
- 1936年（昭和11年）10月10日：線路名称改定。姫路駅 - 新見駅間全通に伴い、作備線の津山駅 - 当駅間は姫新線の支線となる。
- 1944年（昭和19年）6月1日：中国鉄道鉄道部門が国有化され、国有鉄道の駅となる[1]。この時、旧・中鉄本線に姫新線支線（津山駅 - 当駅間）を合わせた津山駅 - 岡山駅間が津山線とされ、同線所属となる。
- 1971年（昭和46年）11月15日：貨物及び荷物扱い廃止[3]。無人駅化[4]。
- 1987年（昭和62年）4月1日：国鉄分割民営化によりJR西日本の駅となる[1]。
- 2020年（令和2年）3月：新駅舎完成。供用開始。

## 駅構造

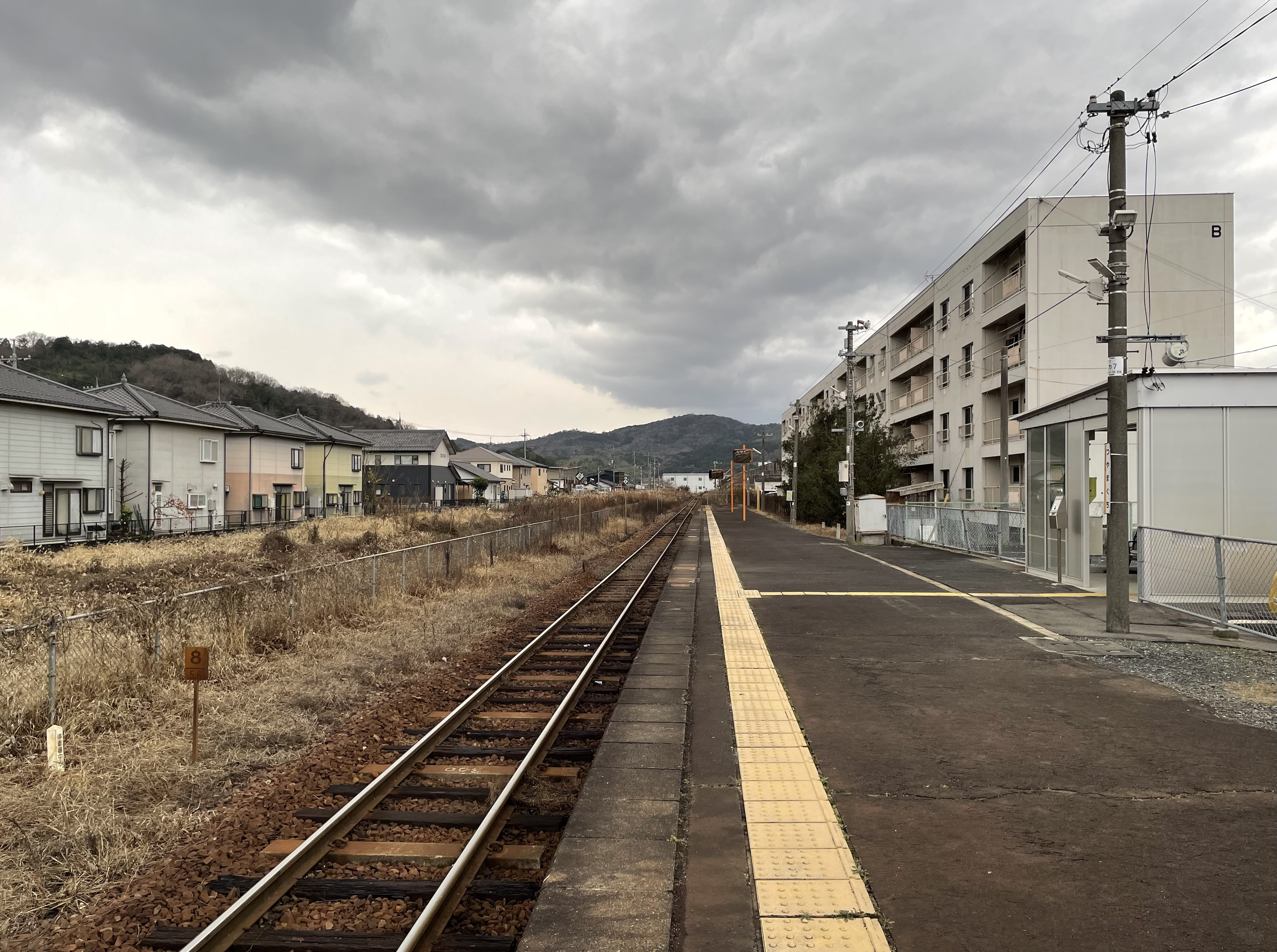
構内（2023年12月）

津山方面に向かって左側に単式ホーム1面1線を有する地上駅（停留所）。棒線駅のため、津山行と岡山行双方が同一ホームより発車する。
かつては、津山線の前身である中国鉄道が開通した時のターミナル駅であり、2面3線のホームを有していたため構内は広い。古いホームは一部残っている。
津山駅管理の無人駅である。駅舎は待合室兼用の簡易的なものであり、自動券売機等の設備は無い。

## 利用状況
1日の平均乗車人員は以下の通りである。
| 乗車人員推移 | 乗車人員推移 |
| 年度         | 1日平均人数  |
| ------------ | ------------ |
| 1999         | 43           |
| 2000         | 35           |
| 2001         | 29           |
| 2002         | 28           |
| 2003         | 32           |
| 2004         | 30           |
| 2005         | 28           |
| 2006         | 23           |
| 2007         | 27           |
| 2008         | 26           |
| 2009         | 29           |
| 2010         | 21           |
| 2011         | 20           |
| 2012         | 24           |
| 2013         | 19           |
| 2014         | 22           |
| 2015         | 21           |
| 2016         | 20           |
| 2017         | 19           |
| 2018         | 22           |
| 2019         | 15           |
| 2020         | 12           |
| 2021         | 15           |

## 駅周辺
住宅地が広がる。駅前にはロータリーがある。
- 津山口郵便局
- 積善病院
- 卸売団地
- ツモクボウリング
- ごんごバス西循環線「津山口駅前」停留所

## 隣の駅
西日本旅客鉄道（JR西日本）
 津山線
■快速「ことぶき」
通過
■普通（福渡駅 - 岡山駅間で快速となる「ことぶき」含む）
津山駅 - 津山口駅 - 佐良山駅